# Škoda 633
Škoda 633 – samochód osobowy produkcji czechosłowackiej firmy Škoda wytwarzany w latach 1931−1934. Dostępny jako dwu- i czterodrzwiowy sedan oraz jako kabriolet. Czterosuwowy rzędowy sześciocylindrowy silnik o mocy 33 KM i pojemności 1792 cm³ umieszczony podłużnie nad przednią osią napędzał tylne koła. Ogółem wyprodukowano 504 egzemplarzy tego modelu.

## Szczegółowe dane techniczne
- Silnik
  - Pojemność skokowa: 1792 cm³
  - Średnica cylindra x skok tłoka: 65 x 90 mm
  - Stopień sprężania: 5,8
  - Moc maksymalna: 33 KM (24,3 kW) przy 3000 obr./min
- Wymiary i masy
  - Rozstaw osi: 2775 mm
  - Rozstaw kół przednich: 1300 mm
  - Rozstaw kół tylnych: 1300 mm
  - Masa własna: 1150 kg
  - DMC: 1985 kg
- Osiągi
  - Przyśpieszenie 0-100 km/h:
  - Prędkość maksymalna: 90-100 km/h
  - Zużycie paliwa: 10 - 13 l / 100 km